# Чанбинь
Чанбинь (長濱文化 chángbīn wénhuà, ткж. 长滨文化) — археологическая культура палеолита, названная по названию волости Чанбинь 長濱鄉 в уезде Тайдун 臺東縣 пров. Тайвань. Относится к культурам Хоабиньского круга.
Культура процветала 5000 — 10000 лет назад. Основные находки сделаны в Пещере Восьми бессмертных 八仙洞 (в указанной волости) и на мысу Элуаньби 鵝鑾鼻 возле города Хэнчунь 恆春鎮 в южной части уезда Пиндун 屏東縣. В большинстве случаев это изделия из камня, редко из кости.
Культура Чанбинь — самая древняя культура Тайваня, она возникла, когда Тайвань ещё был связан с материковой частью Азии. Как предполагают археологи по оставшимся материалам, население этой культуры было невелико, в основном оно жило в пещерах на берегу моря и в тени скал.
Сменилась культурой Дабэнькэн.